# Historia Południowej Afryki

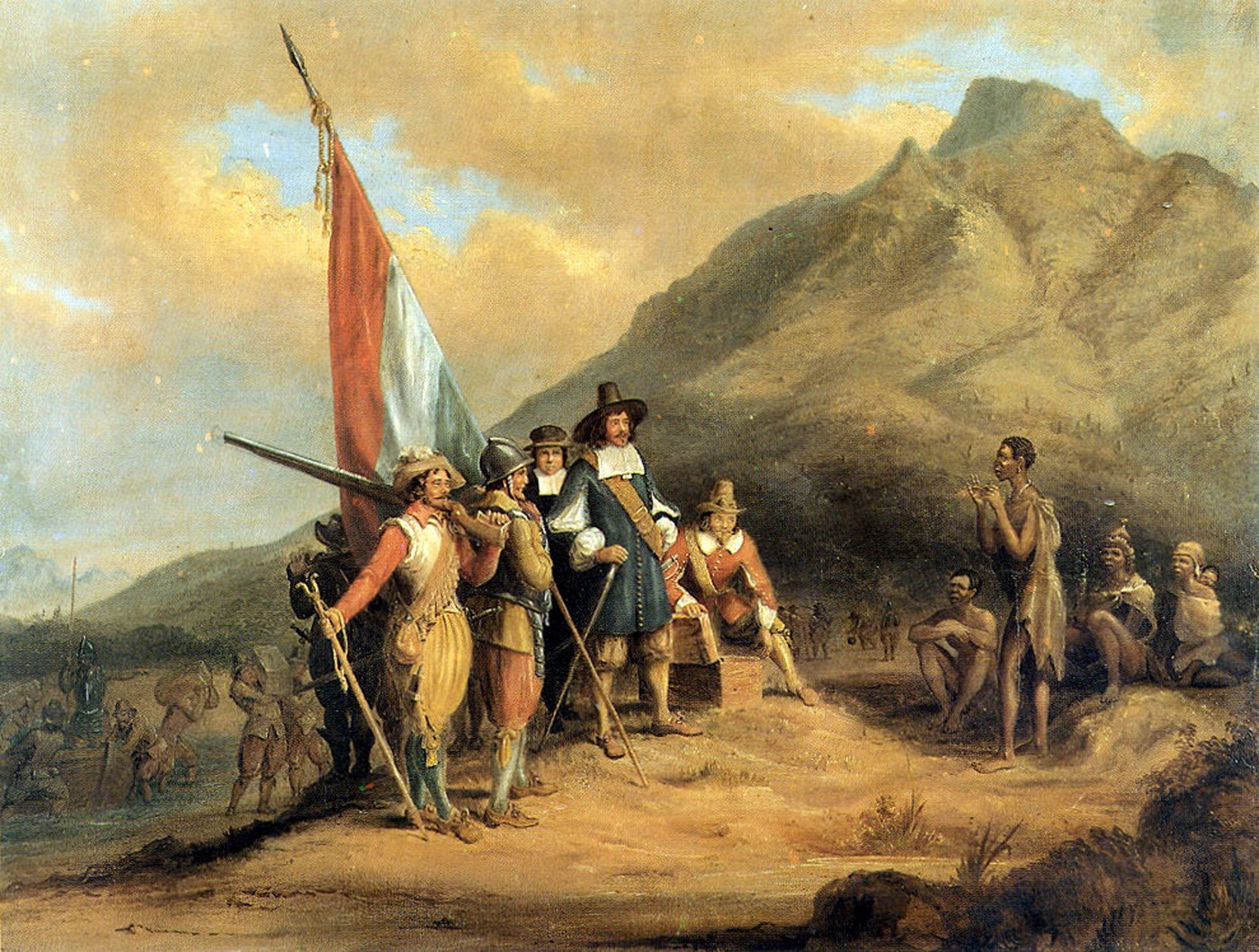
Jan van Riebeeck

Pierwszymi mieszkańcami współczesnego RPA byli Buszmeni. Trafili oni na te obszary w I tysiącleciu p.n.e. W I tysiącleciu naszej ery przybyli tu Hotentoci, a od IX wieku zaczęły napływać plemiona Bantu, które zepchnęły dotychczasowe ludy na południowy zachód. Pierwsi Europejczycy pojawili się w XV wieku, a kolonizacja rozpoczęła się w XVII wieku. W 1652 roku Holender Jan van Riebeeck na zlecenie Holenderskiej Kompanii Wschodnioindyjskiej wzniósł na Przylądku Dobrej Nadziei stację zaopatrzeniową. W połowie XVII wieku zaczęli napływać holenderscy chłopi zwani w Europie Burami, następnie niemieccy protestanci i francuscy hugenoci. Od początku utrzymywano separację pomiędzy białymi i Afrykanami. Osadnictwu towarzyszyły konflikty zbrojne z Hotentotami i Buszmenami, a od lat 70. XVIII z ludami Bantu.
Na przełomie XVIII i XIX wieku kolonię na Przylądku Dobrej Nadziei opanowali Brytyjczycy, którzy w 1806 roku dokonali jej aneksji. Od roku 1818 funkcjonowało państwo zuluskie pod wodzą Czaki. Od 1820 roku miał miejsce napływ osadników brytyjskich, z kolei w 1834 zniesiono niewolnictwo. Wydarzenia te spowodowały masową wędrówkę Burów w głąb kraju, czyli tzw. Wielki Trek. Po zaciętych walkach z Bantu, Burowie utworzyli Burskie Republiki Transwalu i Oranii. Odkrycie na zamieszkanym przez Burów terenie Witwatersrand diamentów w 1867 i złota w 1886 roku przyczyniło się do silnego wzrostu gospodarczego oraz przywędrowania wielu Europejczyków. Z tychże powodów wzrosło też zainteresowanie Wielkiej Brytanii tym obszarem. Niedługo później rozpoczęły się regularne walki brytyjskich oddziałów z Burami, co było początkiem I wojny burskiej toczącej się pomiędzy 1880 a 1881 rokiem. Po walkach podczas II wojny burskiej, afrykanerzy ponieśli porażkę. Po  traktacie z Vereeniging republiki burskie zostały włączone do Brytyjskiego Imperium. Zaznaczono, że w republikach język niderlandzki pozostanie jako język urzędowy. Po czterech latach negocjacji Natal, Transwal, Orania i Kolonia Przylądkowa utworzyły w 1910 roku Związek Południowej Afryki. W międzyczasie w roku 1879 Brytyjczycy dokonali podboju państwa Zulusów.
Związek Południowej Afryki pozostawał brytyjskim dominium. Władzę w nim sprawowała biała ludność afrykanerska, która wprowadziła serię praw dyskryminujących czarnoskórą większość. Doprowadziło to do narodzin ruchu wyzwoleńczego czarnych, w 1912 roku powstał Południowoafrykański Tubylczy Kongres Narodowy (od 1923 roku Afrykański Kongres Narodowy) i rozwinięcia ruchu nacjonalistycznego Afrykanerów. W I wojnie światowej ZPA zajęło Niemiecką Afrykę Południowo-Zachodnią (obecnie Namibia). Obszar Afryki Południowo-Zachodniej po zakończeniu wojny stał się terytorium mandatowym Ligi Narodów. Po wojnie nastąpił znaczny rozwój gospodarczy, powstał zarówno czarny jak i biały proletariat. W grudniu 1921 roku wybuchło powstanie robotnicze w regionie Witwatersrand, które trwało do marca następnego roku. Powstańcy byli białymi górnikami, pod względem politycznym sympatyzowali oni z ugrupowaniami rewolucyjnymi, szczególnie syndykalistami i Południowoafrykańską Partią Komunistyczną. Do zdławienia rebelii rząd użył armii w liczbie 20 tysięcy żołnierzy.
Od 1924 roku ZPA rządziła biała koalicja Partii Narodowej i Południowoafrykańskiej Partii Narodowej, które połączyły się w 1934 roku w Zjednoczoną Południowoafrykańską Partię Narodową. W 1931 roku ogłoszono niepodległość państwa. Razem z Wielką Brytanią, ZPA uczestniczyło w II wojnie światowej po stronie alianckiej, wypowiadając wojnę Niemcom 6 września 1939 roku. W okresie wojny grupy białych rasistów, w proteście przeciwko udziałowi RPA w wojnie przeciwko Niemcom, przeprowadziły zamachy terrorystyczne na cele rządowe. W trakcie wojny ze stanowiska premiera zrezygnował Barry Hertzog, który był niechętny zaangażowaniu ZPA w konflikt.
W 1948 roku zwycięstwo wyborcze (w wyborach mogli głosować jedynie biali) odniosła koalicja afrykanerska, w skład której weszła Partia Nacjonalistyczna i Partia Afrykanerska. W 1951 roku obie partie połączyły się w Partię Narodową. Partia miała wymiar rasistowski (w skład jej rządu weszło nawet kilku byłych działaczy nazistowskich, a były bojówkarz nazistów Balthazar Johannes Vorster, w latach 1966-1978 pełnił funkcję premiera) i rozpoczęła wdrażanie systemu segregacji rasowej znanego jako apartheid.
W 1949 roku ZPA anektowało obszar współczesnej Namibii. W latach 50. narastał opór ludności kolorowej przeciwko apartheidowi. Na czele ruchu antyrządowego stanął Afrykański Kongres Narodowy (ANC). Kongres początkowo popierał ideologie Mahatmy Gandhiego i opowiadał się za pokojowym rozwiązaniem problemów rasowych. W 1959 roku z ANC oderwał się niewielki Kongres Panafrykański, który w późniejszych latach utworzył własne oddziały znane jako Poqo. ANC zmienił poglądy po tym, gdy w 1960 roku doszło do masakry setek nieuzbrojonych demonstrantów z ANC w Sharpeville, a sama organizacja została zdelegalizowana. Masakra doprowadziła do utworzenia w połowie lat 60. zbrojnego skrzydła ANC, Umkhonto we Sizwe (Włócznia Narodu). Ruch oporu rozwinął się także w Namibii okupowanej przez ZPA. W 1966 roku tamtejsza Organizacja Ludu Afryki Południowo-Zachodniej rozpoczęła wojnę o niepodległość.

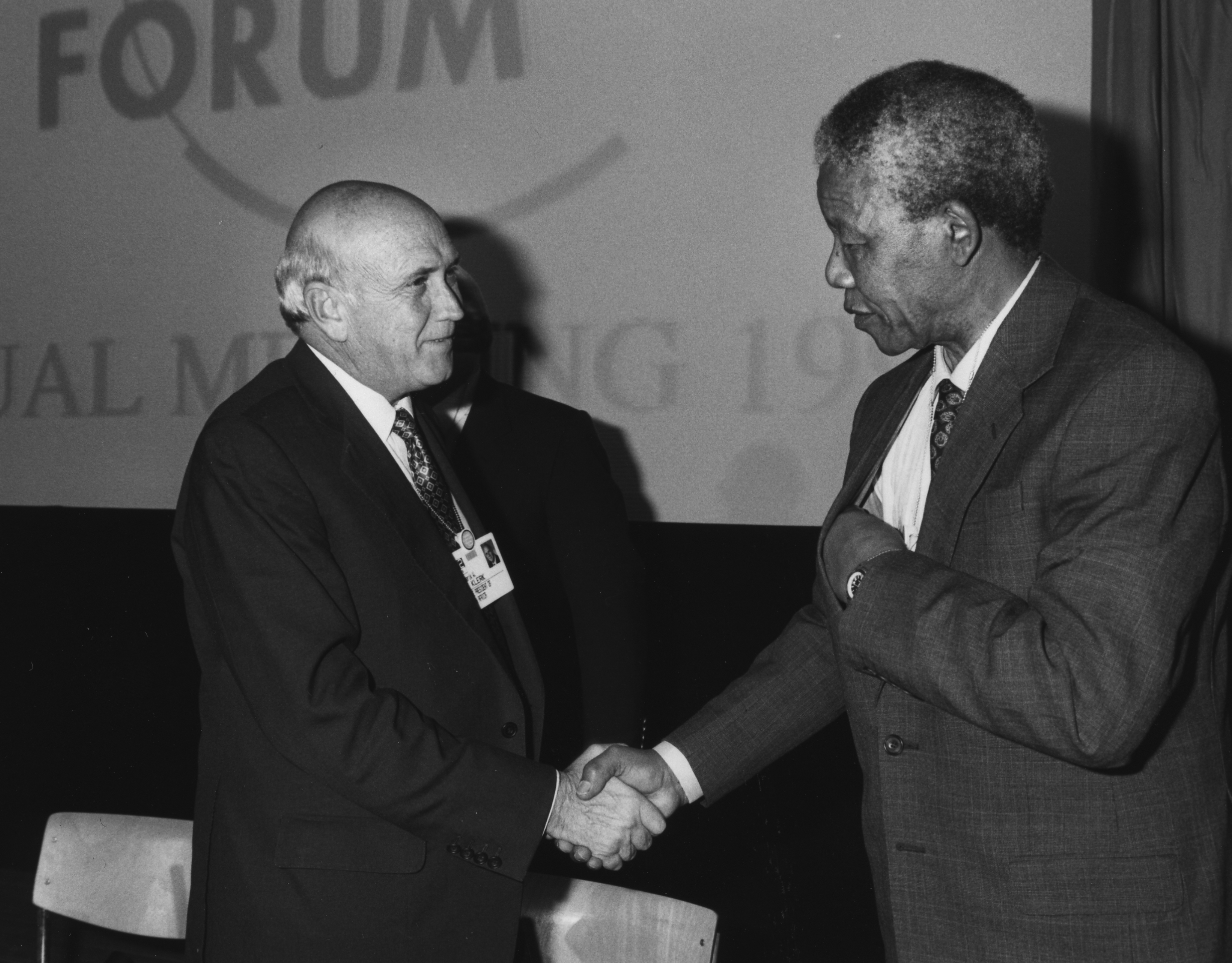
Mandela i de Klerk na Światowym Forum Ekonomicznym w 1992

W 1961 roku władze proklamowały powstanie RPA, przecinając ostatecznie konstytucyjne więzy łączące kraj z Wielką Brytanią. Wycofały się przy tym z udziału we Wspólnocie Narodów. RPA stała się przedmiotem ostrej krytyki na forum ONZ. W 1966 roku ONZ uznał politykę apartheidu za zbrodnię przeciwko ludzkości. Nie malał opór czarnej większości, który rząd próbował rozbić poprzez zapoczątkowaną w 1963 roku politykę bantustanizacji. Od początku lat 70. zaczął powstać umiarkowany ruch oporu, który odrzucał zbrojne metody walki. W 1976 roku doszło do antyrządowych wystąpień czarnej ludności w Soweto, zostały one krwawo stłumiono przez siły rządowe. Od połowy lat 70. RPA prowadziła agresywną politykę względem sąsiadów. RPA wdała się z nimi w tzw. południowoafrykańską wojnę graniczną. Wojska RPA przeprowadziły zbrojne rajdy na tereny Mozambiku, Botswany, Angoli i Lesotho.
Po 1976 roku władze zaczęły realizować program „kontrolowanego osłabiania barier rasowych”. Ustanowiona w 1984 roku konstytucja przyznała prawa polityczne ludności kolorowej i azjatyckiej. Polityka modyfikacji apartheidu nie zatrzymała rosnącego ruchu oporu czarnych i nie zapobiegła zaostrzeniu sankcji międzynarodowych. W 1987 roku wybuchły walki wewnętrzne między ANC a zuluskim Ruchem Inkatha (od 1990 Partia Wolności Inkatha). Starcia spowodowały tysiące ofiar w ludziach. W 1989 roku na czele rządzącej partii i na stanowisku prezydenta stanął Frederik Willem de Klerk. Polityk rozpoczął likwidację apartheidu. W 1990 roku zalegalizował ANC, zwolnił z więzienia nieformalnego lidera ruchu Nelsona Mandelę i rozpoczął dialog z opozycją. Ustawodawstwo apartheidu zniesiono w 1991 roku, a ANC zrzekł się walki zbrojnej. W 1994 roku odbyły się pierwsze demokratyczne wybory powszechne. Demokratyzacja przyczyniła się do zniesienia międzynarodowych sankcji.
W wyborach z 1994 roku zwyciężyła ANC, a Mandela został wybrany prezydentem. De Klerk został wiceprezydentem. W skład rządu weszła też Partia Wolności Inkatha. W 1996 roku uchwalono nową konstytucję. W 1999 roku nowym prezydentem został wybrany dotychczasowy współpracownik Mandeli, Thabo Mbeki. Wybory z 2004 roku umocniły pozycję ANC, zdecydował się on jednak utrzymać koalicję z Partią Wolności Inkatha.